# 유천서원
유천서원(楡川書院)은 대한민국 전북특별자치도 남원시 주생면에 있는 조선시대의 서원이다. 5현사(五賢詞)라 불리는 방사량(房士良), 방귀온(房貴溫), 안탁(安琢), 방응현(房應賢), 안창국(安昌國)을 기리기 위한 서원이다. 남양 방씨 후손 방화원이 소유·관리하고 있다.

## 개요
순조 30년(1830년) 지방유림들에 의해 창건된 서원으로 방사량(房士良)을 중심으로 방귀온(房貴溫), 안탁(安琢), 방응현(房應賢), 안창국(安昌國) 등 5현을 봉안하여 5현사(五賢詞)라고도 부른다.
방사량(房士良)은 고려 말 조선 초의 문신으로 1377년(고려 우왕 3년) 문과에 급제하여 직제학(直提學)을 거쳐, 1391년(고려 공양왕 2년) 중랑장으로서 시무 11조를 올린 후 형조 정랑(刑曹正郞)을 역임하였다.
선현 배향(과 지방 교육을 담당해왔으나 1868년(고종 5) 흥선대원군의 서원철폐령에 의해 철거되었다. 그 뒤 서원을 복원하지 못하고 1909년에 후손들이 그 자리에 ‘5현서원유허비(五賢書院遺墟碑)’를 세워 조상들의 유덕을 기리고 있다. 유허비 경내에는 유천서원의 담장·강당·고직사 등의 흔적만 남아 있다.

## 참고 자료
- 유천서원 - 국가유산청 국가유산포털